# Moraharpa
La moraharpa est un instrument à cordes frottées, à la marnière d'une vièle, et dont la hauteur de note est modulée par des sautereaux, à la façon d'une vielle à roue, c'est donc une sorte de "vièle à clefs". Le nyckelharpa en est aujourd'hui sa forme contemporaine . 
Le jeu de l'instrument est caractérisé par la polyphonie, aspect commun au nyckelharpa, à la vièle, vielle à roue, lira da braccio et autres instruments présentant une structure plus ou moins proche, en particulier relative à un chevalet plat, ou presque.
Le premier exemple d'instrument, daté de 1526, a été trouvé à Mora, en Suède. Un certain nombre de reproductions modernes de la moraharpa originale ont été réalisées depuis les années 1980, et le nom moraharpa, en plus de faire référence à un instrument unique et spécifique, a fini par désigner un type de nyckelharpa de conception similaire à la moraharpa originale.

## Exemple d'un musée

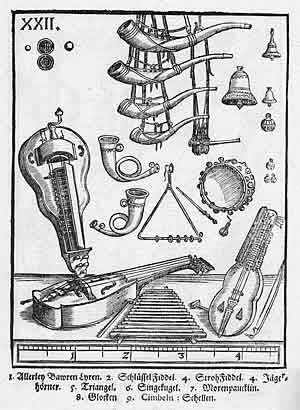
Illustration du « Schlüssel fiddel » en coin inférieur droit. Gravure du Syntagma Musicum, de Michael Prætorius, publié en 1619.

Sur l'instrument est inscrit au dos la date de 1526, mais il est peu probable qu'il ait été fabriqué aussi tôt. Un érudit suédois, Per-Ulf Allmo, a suggéré que cet instrument, et un autre du même modèle, ont probablement été construits à Särna, dans le nord de la Dalécarlie, vers 1680, en s'inspirant de Prætorius, et sans grande affinité avec la tradition de la nyckelharpa dans le nord de l'Uppland, le fief de l'instrument.
La caisse de résonance, en forme de sablier, ressemble beaucoup à l'instrument illustré dans le Syntagma Musicum III, de Michael Prætorius, de 1620, où il est légendé comme « Schlüssel fiddel », traduisible par « violon à clefs ». 
Il possède un chevalet droit, une corde mélodique, deux cordes bourdons et une rangée de clés ou sautereau. Il est actuellement exposé au musée Zorn dans le village de Mora en Dalécarlie, en Suède.